# Mangrovekolibri
A mangrovekolibri (Polyerata boucardi) a madarak osztályának sarlósfecske-alakúak (Apodiformes) rendjébe és a kolibrifélék (Trochilidae) családjába tartozó faj.

## Rendszerezése
A fajt Étienne Mulsant francia ornitológus írta le 1887-ben, az Arena nembe Arena Boucardi néven. Besorolása vitatott, egyes szervezetek az Amazilia nembe sorolják Amazilia boucardi néven.

## Előfordulása
A Csendes-óceán partvidékén Costa Rica területén honos. A természetes élőhelye szubtrópusi vagy trópusi mangroveerdők, valamint erősen leromlott egykori erdők. Állandó nem vonuló faj.

## Megjelenése
Testhossza 10–11 centiméter, testtömege 4,5 gramm.

## Életmódja
Elsősorban nektárral táplálkozik.

## Szaporodása
Szaporodási időszaka októbertől februárig tart. Csésze alakú fészke van.

## Természetvédelmi helyzete
Az elterjedési területe kicsi, széttöredezett és csökken, ezért egyedszáma is csökkenő. A Természetvédelmi Világszövetség Vörös listáján veszélyeztetett fajként szerepel.

## Külső hivatkozások
- Képek az interneten a fajról
- Internet Bird Collection - videók a fajról
- Xeno-canto.org - a faj hangja és elterjedési területe